# Penonomé
Penonomé – miasto w środkowej Panamie, położone nad rzeką Zaratí. Współrzędne geograficzne: 8°30′N 80°22′W/8,500000 -80,366667. Ludność: 11,4 tys. (2000). Ośrodek administracyjny prowincji Coclé.